# Haruka Ueda
Haruka Ueda (Japans: 上田 春佳, Ueda Haruka) (Tokio, 27 april 1988) is een zwemster uit Japan. Op de Olympische Zomerspelen 2012 in Londen won ze een bronzen medaille op de 4x 100 m wisselslag estafette.
Haar persoonlijk record op de 100 meter vrije slag op de langebaan is 0:55.05, tevens houdt zij het Japans nationaal record op de 200m vrije slag langebaan met 1:57.64.

## Resultaten
| Jaar | Olympische Spelen                                                                          | WK langebaan | WK kortebaan | EK langebaan | EK kortebaan |
| ---- | ------------------------------------------------------------------------------------------ | ------------ | ------------ | ------------ | ------------ |
| 2012 | 4x100 meter wisselslag · 8e 4x200 m vrije slag · 7e 4x100m vrije slag · 8e 100m vrije slag |              |              |              |              |